# Orectochilus philippinarum
Orectochilus philippinarum là một loài bọ cánh cứng trong họ van Gyrinidae. Loài này được White miêu tả khoa học năm 1847.